# Mariano Rubén Tissembaum
Mariano Rubén Tissembaum (San Cristóbal, provincia de Santa Fe, Argentina, 14 de mayo de 1898 – Santa Fe, 26 de octubre de 1986 fue un abogado, profesor universitario y laboralista de reconocida autoridad en el campo del derecho del trabajo y la seguridad social.

## Actividad profesional

### Primeros años
Estudió en el Colegio Nacional de Santa Fe donde obtuvo su título de bachiller en 1917 y al año siguiente comenzó a estudiar abogacía en la Universidad Nacional del Litoral, que por ese entonces era Universidad Provincial. 
Imbuido de las ideas de los sectores más progresistas del estudiantado, integró la Comisión Directiva de la Federación Universitaria de Santa Fe y bregó lograr la transformación de esa casa de estudios en Universidad Nacional de acuerdo al proyecto del diputado nacional por Santa Fe Jorge Raúl Rodríguez, de la Unión Cívica Radical.
En 1918 adhirió fervorosamente a los principios que inspiraron la reforma universitaria impulsada ese año y además de otras actividades integró la delegaci6n de estudiantes de la
Universidad de Santa Fe que concurrió al Congreso Nacional de Estudiantes realizado en Córdoba. Por entonces participó como orador en un mitin realizado en el puerto durante una huelga de estibadores, lo que motivó que un dirigente del sindicato lo invitara a que hablara en la sede ubicada frente a la plaza Colón para aclarar algunos aspectos jurídicos de su discurso; esa conferencia que tituló Los trabajadores argentinos, fue su primera exposición seria y detenida sobre el tema y, según dijo años después, allí nació su vocación por el Derecho Laboral.

### Labor universitaria
Se graduó en 1921 y en abril de 1922 fue nombrado por el Poder Ejecutivo Nacional consejero directivo de la Facultad de Ciencias Jurídicas y Sociales. En esa misma Facultad se desempeñó como consejero docente en el perlodo 1943/45 y como Consejero por los graduados en 1960/62.
En 1923 finalizó la intervención en la Universidad Nacional del Litoral y en las elecciones para rector ganó el candidato propuesto por los estudiantes reformistas Pedro Martínez y, conforme la misma propuesta, Tissembaum fue nombrado Secretario General de la Universidad, cargo que desempeñó hasta 1933 en que renunció al asumir la cátedra de profesor suplente de Derecho Industrial y Obrero, más adelante denominada Legislación del Trabajo, cuya titularidad ganó por concurso en1930. En la Facultad de Química Industrial y Agrícola dictó la materia "Economía y Legislación.  El 10 de agosto de 1967 fue designado Profesor Honorario de la Facultad de Ciencias Jurídicas y Sociales.
Impulsó la creación del Instituto de Derecho del Trabajo dependiente de la Facultad de Ciencias Jurídicas de esa Universidad, del que fue director desde 1938 hasta 1956 en que se jubiló.
Al producirse en 1968 la escisión de la Universidad Nacional de Rosario bregó desde su cargo de presidente de la Comisión de Apoyo a la Universidad Nacional del Litoral en pro de mantener el criterio de regionalidad de la institución universitaria, como concepto para evitar reducir el ámbito de acción en la enseñanza profesional, técnica y cultural.
Estuvo vinculado también a otras universidades de Argentina, Bolivia, Brasil, España, México, Perú y Venezuela. En la Universidad Nacional de Tucumán fue profesor contratado y fundó el lnstituto de Derecho del Trabajo que dirigió entre 1957 y 1966.

### En la enseñanza secundaria y el periodismo
Fue docente de Legislación industrial en la Escuela Industrial anexa (1942-1956) Escuela Superior Nacional de Comercio (1942-1956) y en el Liceo Social -Escuela de Servicio Social (1914-1959)
Publicó notas en los diarios Santa Fe,  El Orden y El Litoral de Santa Fe, El Orden de Tucumán y Critica de Buenos Aires. 

### Actividades comunitarias
En 1943 fue presidente de la comisi6n popular en hornenaje a los convencionales constituyentes de 1853 y de la que en 1963 rindió homenaje en Santa Fe a Joaquin V. González.
Fue delegado del Colegio de Abogados y delegado y miembro de la Junta Eejecutiva (1939-1941) de la Federación Argentina de Colegios de Abogados; fue miembro del lnstituto Argentino de Seguridad (1944), presidente del Rotary Club de Santa Fe (1952-1953). Participó en diversas instituciones nacionales e internacionales relacionadas al Derecho de Trabajo y, entre ellas, se recuerda que, ejerció  la secretaria general de la Sociedad lnternacional de Derecho Social (San Pablo, Brasil, 1955-1958), integró el cornit6 ejecutivo de la Sociedad Internacional de Derecho del Trabajo y de la Seguridad Social con sede en Ginebra, Suiza, entre 1958 y 1982).
Junto a los doctores Luis Alberto Despontín y Rodolfo Nápoli integró la comisión redactora del Anteproyecto de Código de Trabajo para la República Argentina, ceada por decreto del Poder Ejecutivo Nacional Nº 1872, del 9 de marzo de 1965. El anteproyecto que formularon avanzaba en técnica legislativa y proponía una unificación de la legislación laboral dispersa, pero no alcanzó a ser tratado en el Congreso Nacional debido al golpe de Estado de junio de 1966 que depuso al gobierno constitucional.

### Distinciones
Recibió 23 distinciones honoríficas, incluida la Orden al Mérito en el Trabajo que le otorgara el gobierno de Venezuela y una calle del barrio El Pozo de Santa Fe lleva su nombre. Tiene 19 obras publicadas, hizo 7 prólogos de obras, colaboró en 17 obras o tratados colectivos, tiene 111 artículos publicados en revistas, participó en 31 congresos y jornadas dentro del país y 23 de carácter internacional.

## Obras
Algunos de sus trabajos son los siguientes:
- Accidentes de trabajo Temas obreros NO1; lnstituto Social de la UNL; 1932.
- Higiene y seguridsd del Trabajo Temas obreros N" 5; lnstituto Social de la UNL;1936.
- Enfermedades Profesionales Temas obreros N03; lnstituto Social de la UNL; 1936.
- El nivel de vida. Su relaci6n con el salario en America ;UNL;1938.
- La reforma constitucional en Francia y 10s principios sociales. Análisis comparado. ; F.C.J.S; UNL; 1947.
- El potencial trabajo ante la defensa nacional; F.C.J.S; UNL;1951.
- La codificaci6n del derecho del trabajo ante la defensa nacional; F.C.J.S; UNL;1951.
- La Huelga; U.N.L.; 1951.
- Productividad y bienestar social; F.C.J'.S; UNL; 1955.
- Antologia de Derecho del trabajo y de la Seguridad Social; UNL; 1983.

Mariano Rubén Tissembaum falleció en Santa Fe el 26 de octubre de 1986.